# Kanton Saint-Germain-Laval
Der Kanton Saint-Germain-Laval war bis 2015 ein französischer Wahlkreis im Arrondissement Roanne, im Département Loire und in der früheren Region Rhône-Alpes. Hauptort war Saint-Germain-Laval. Vertreter im conseil général des Départements von 2000 bis 2015 war André Cellier (DVD). 
Der Kanton ging 2015 weitgehend im Kanton Boën-sur-Lignon auf.

## Gemeinden
Der Kanton umfasste 14 Gemeinden:
| Gemeinde                  | Einwohner Jahr | Fläche km² | Bevölkerungsdichte | Code INSEE | Postleitzahl |
| ------------------------- | -------------- | ---------- | ------------------ | ---------- | ------------ |
| Amions                    | 291 (2013)     | 17,01      | 17 Einw./km²       | 42004      | 42260        |
| Bully                     | 417 (2013)     | 19,03      | 22 Einw./km²       | 42027      | 42260        |
| Dancé                     | 168 (2013)     | 8,83       | 19 Einw./km²       | 42082      | 42260        |
| Grézolles                 | 281 (2013)     | 5,6        | 50 Einw./km²       | 42106      | 42260        |
| Luré                      | 152 (2013)     | 6,23       | 24 Einw./km²       | 42125      | 42260        |
| Nollieux                  | 180 (2013)     | 6,95       | 26 Einw./km²       | 42160      | 42260        |
| Pommiers                  | 366 (2013)     | 23,84      | 15 Einw./km²       | 42173      | 42260        |
| Saint-Georges-de-Baroille | 390 (2013)     | 15,24      | 26 Einw./km²       | 42226      | 42510        |
| Saint-Germain-Laval       | 1652 (2013)    | 17,08      | 97 Einw./km²       | 42230      | 42260        |
| Saint-Julien-d’Oddes      | 270 (2013)     | 10,41      | 26 Einw./km²       | 42243      | 42260        |
| Saint-Martin-la-Sauveté   | 985 (2013)     | 29,74      | 33 Einw./km²       | 42260      | 42260        |
| Saint-Paul-de-Vézelin     | 314 (2013)     | 13,52      | 23 Einw./km²       | 42268      | 42260        |
| Saint-Polgues             | 249 (2013)     | 5,77       | 43 Einw./km²       | 42274      | 42260        |
| Souternon                 | 295 (2013)     | 17,05      | 17 Einw./km²       | 42303      | 42260        |